# Sent Brecís
Sent Brecis (en francès Saint-Brice-sur-Vienne) és un municipi francès situat al departament de l'Alta Viena i a la regió de la Nova Aquitània.

## Demografia
| 1962                                       | 1968  | 1975  | 1982  | 1990  | 1999  | 2007  |
| ------------------------------------------ | ----- | ----- | ----- | ----- | ----- | ----- |
| 1.274                                      | 1.242 | 1.121 | 1.274 | 1.431 | 1.396 | 1.495 |
| Des de 1962: població sense dobles comptes |       |       |       |       |       |       |

## Administració
| Període | Identitat      | Partit |
| ------- | -------------- | ------ |
| 2001-   | Sylvie Tuyéras | PCF    |